# Welton (Iowa)
Pour les articles homonymes, voir Welton.
Welton est une ville du comté de Clinton, en Iowa, aux États-Unis. Elle est incorporée le 25 avril 1908. La ville est fondée en 1871, lors de la construction de la ligne de chemin de fer, Davenport and St. Paul Railroad, dans la région.

## Source de la traduction
- (en) Cet article est partiellement ou en totalité issu de l’article de Wikipédia en anglais intitulé « Welton, Iowa » (voir la liste des auteurs).